# Championnats d'Europe de course en montagne 2008
Navigation
2007 2009
Les championnats d'Europe de course en montagne 2008 sont une compétition de course en montagne qui s'est déroulée le 12 juillet 2008 à Zell am Harmersbach en Allemagne.
C'est la course de montagne du Brandenkopf qui accueille les championnats sur un parcours spécifique la veille de la course traditionnelle. Il s'agit de la quatorzième édition de l'épreuve.

## Résultats
La course senior masculine s'est disputée sur le parcours de 12,8 km comportant un dénivelé positif total de 1 515 m. Elle est remportée par le Turc Ahmet Arlsan qui devance les Italiens Bernard Dematteis et Marco De Gasperi. L'Italie domine le classement par équipes. L'Espagne, la France et la Turquie terminent à égalité avec 32 points mais l'avantage se fait au coureur le moins bien classé. L'Espagne termine donc deuxième devant la France et la Turquie.
La course féminine se dispute sur un parcours de 8,75 km avec 1 050 m de dénivelé positif, elle est remportée par l'Italienne Elisa Desco qui devance la Française Constance Devillers et la Britannique Sarah Tunstall. Le classement par équipes féminin est remporté par le Royaume-Uni qui devance la France et l'Italie.
L'épreuve junior masculine est disputée le même circuit que les seniors femmes, elle est remportée par le Turc Hasan Pak. Le parcours junior féminin fait 4,1 km avec 480 m de dénivelé positif, la course est remportée par la Russe Maria Bykova.

### Seniors
| Rang               | Athlète           | Pays     | Temps       |
| ------------------ | ----------------- | -------- | ----------- |
| Médaille d'or      | Ahmet Arlsan      | Turquie  | 50 min 26 s |
| Médaille d'argent  | Bernard Dematteis | Italie   | 50 min 29 s |
| Médaille de bronze | Marco De Gasperi  | Italie   | 50 min 57 s |
| 4                  | José Gaspar       | Portugal | 51 min 09 s |
| 5                  | Julien Rancon     | France   | 51 min 13 s |
| 6                  | Marco Gaiardo     | Italie   | 51 min 22 s |
| 7                  | Gabriele Abate    | Italie   | 51 min 23 s |
| 8                  | Mitja Kosovelj    | Slovénie | 51 min 39 s |

| Rang               | Pays                                                                                          | Points |
| ------------------ | --------------------------------------------------------------------------------------------- | ------ |
| Médaille d'or      | Italie Bernard Dematteis (2e) Marco De Gasperi (3e) Marco Gaiardo (6e) Gabriele Abate (7e)    | 11     |
| Médaille d'argent  | Espagne Javier Crespo (9e) Cristofol Castañer (10e) Vicente Capitán (13e)                     | 32     |
| Médaille de bronze | France Julien Rancon (5e) Raymond Fontaine (12e) Emmanuel Meyssat (15e) Georges Burrier (16e) | 32     |

| Rang               | Athlète              | Pays        | Temps       |
| ------------------ | -------------------- | ----------- | ----------- |
| Médaille d'or      | Elisa Desco          | Italie      | 40 min 00 s |
| Médaille d'argent  | Constance Devillers  | France      | 40 min 18 s |
| Médaille de bronze | Sarah Tunstall       | Royaume-Uni | 40 min 48 s |
| 4                  | Mateja Kosovelj      | Slovénie    | 41 min 20 s |
| 5                  | Victoria Wilkinson   | Royaume-Uni | 41 min 28 s |
| 6                  | Bernadette Meier     | Suisse      | 41 min 31 s |
| 7                  | Isabelle Guillot     | France      | 41 min 49 s |
| 8                  | Maria Grazia Roberti | Italie      | 41 min 54 s |

| Rang               | Pays                                                                                         | Points |
| ------------------ | -------------------------------------------------------------------------------------------- | ------ |
| Médaille d'or      | Royaume-Uni Sarah Tunstall (3e) Victoria Wilkinson (5e) Katie Ingram (9e) Candice Leah (17e) | 17     |
| Médaille d'argent  | France Constance Devillers (2e) Isabelle Guillot (7e) Valérie Galland (12e)                  | 21     |
| Médaille de bronze | Italie Elisa Desco (1re) Maria Grazia Roberti (8e) Cristina Scolari (13e)                    | 22     |

### Juniors
| Rang               | Athlète      | Pays    | Temps       |
| ------------------ | ------------ | ------- | ----------- |
| Médaille d'or      | Hasan Pak    | Turquie | 35 min 23 s |
| Médaille d'argent  | Alper Demir  | Turquie | 35 min 58 s |
| Médaille de bronze | Emrah Akalın | Turquie | 36 min 09 s |

| Rang               | Pays                                                                                            | Points |
| ------------------ | ----------------------------------------------------------------------------------------------- | ------ |
| Médaille d'or      | Turquie Hasan Pak (1er) Alper Demir (2e) Emrah Akalın (3e) Adem Karataş (5e)                    | 6      |
| Médaille d'argent  | Italie Xavier Chevrier (6e) Luca Re (9e) Marco Leoni (16e) Luca Cagnati (20e)                   | 31     |
| Médaille de bronze | Russie Mark Tolstikhin (7e) Andrey Shklyaev (12e) Aleksandr Gishko (13e) Vsevolod Novikov (41e) | 32     |

| Rang               | Athlète           | Pays    | Temps       |
| ------------------ | ----------------- | ------- | ----------- |
| Médaille d'or      | Maria Bykova      | Russie  | 18 min 45 s |
| Médaille d'argent  | Esra Güllü        | Turquie | 18 min 48 s |
| Médaille de bronze | Tatiana Prorokova | Russie  | 18 min 54 s |

| Rang               | Pays                                                                       | Points |
| ------------------ | -------------------------------------------------------------------------- | ------ |
| Médaille d'or      | Russie Maria Bykova (1re) Tatiana Prorokova (3e) Anastasia Mikhaylova (9e) | 4      |
| Médaille d'argent  | Turquie Esra Güllü (2e) Cansu Turan (6e) Hülya Ongun (7e)                  | 8      |
| Médaille de bronze | Royaume-Uni Hannah Bateson (5e) Elinor Kirk (12e) Jessica Martin (13e)     | 17     |